# Sheut
Sheut - (egip. šwt) cień osoby, który zawsze jest obecny. Wierzono, że człowiek nie może istnieć bez cienia, tak samo jak cień nie może istnieć bez rzucającej go osoby. Egipcjanie przypuszczali zatem, że cień zawierał w sobie część osoby, którą reprezentował. Z tego powodu posągi bóstw i ludzi, były czasem nazywane ich cieniami. Graficznie, cień przedstawiała mała figura ludzka pomalowana całkowicie na czarno, jak również figura śmierci lub sługa Anubisa.